# Drosophila smithersi
Drosophila smithersi är en tvåvingeart som beskrevs av Bock 1976. Drosophila smithersi ingår i släktet Drosophila och familjen daggflugor.
Artens utbredningsområde är Australien.